# Uragano Gustav
L'uragano Gustav è il settimo ciclone tropicale e il secondo uragano maggiore della stagione degli uragani atlantici 2008. Si è formato la mattina del 25 agosto 2008 a 420 chilometri da Port au Prince, Haiti; è passato a tempesta tropicale già nel pomeriggio ed è diventato uragano il giorno successivo.

## Storia
Il 25 agosto 2008 una perturbazione nelle Antille formò delle bande ricurve che, unendosi, formarono l'occhio ciclonico. Il Centro Uragani statunitense lo ha classificato come depressione tropicale e ha inviato un aereo specializzato in caccia agli uragani indagare. Il sistema ha registrato venti tranne che nei quadranti sud est e sud ovest e le informazioni inviate dall'aereo hanno confermato che la depressione tropicale si è trasformata in tempesta tropicale, designato con il nome di "Gustav".
Il 26 agosto del 2008 un altro aereo specializzato ha registrato venti intorno ai 150 km/h, valore tipico di un uragano. Il 7 settembre l'ambasciatore giamaicano negli Stati Uniti, Anthony Johnson pronunciò un discorso al Robert F. Kennedy Memorial Stadium di Washington nel quale chiedeva ai giamaicani della diaspora immigrati negli USA di contribuire al National Disaster Recovery Fund, finalizzato a raccogliere fondi per sostenere la sanità e la scuola pubblica del loro paese di origine.